# Jürgen Geers
Jürgen Geers (* 1947 in Planegg bei München) ist ein deutscher Hörspielautor -dramaturg und -regisseur.

## Leben
Nach einem Studium der Theaterwissenschaft, der Germanistik und der Kunstgeschichte kam Jürgen Geers 1971 zum Bayerischen Rundfunk, für den er bis 1978 arbeitete, bis er im selben Jahr zum Hessischen Rundfunk wechselte. Geers ist Autor und Regisseur zahlreicher Hörspiele, darunter mit Beginn der 2000er-Jahre einer Vielzahl von wenigen Minuten langen Kurzhörspielen, so genannten Programmbausteinen. Gelegentlich ist er auch als Sprecher tätig.
Gemeinsam mit Inge Kurtz entstand 1982 mit Der Meinungscontainer – Akustische Graffiti ein Projekt im Rahmen der documenta in Zusammenarbeit mit dem Hessischen Rundfunk, das in einer Länge von 90 Minuten von verschiedenen Hörfunksendern ausgestrahlt wurde. Eine weitere gemeinsame Aktion war Liebes Volk, eine Redewettbewerb, in dem Bürgern die Gelegenheit gegeben wurde, ihre Meinung zu sagen. Die drei besten Reden wurden von einer Jury, bestehend unter anderem aus Walter Jens und dem Kabarettisten Dieter Hildebrandt, ausgewählt. 1986 wurden sämtliche Beiträge im Hörfunk ausgestrahlt. Zwischen 1994 und 1999 trugen Geers und Kurtz zahlreiche Zeitzeugenberichte aus 100 Jahren deutscher Geschichte zusammen. Diese mit einigen Preisen ausgezeichnete Collage lief am 27. November 1999 unter dem Titel Unter dem Gras darüber  als 16-stündige Sendung im Hessischen Rundfunk.

## Hörspielproduktionen (Auswahl)

### Als Sprecher
- 1989: Ecce homo – Autor: Christoph Lindenmeyer – Regie: Nikolai von Koslowski
- 1998: Agnes (3 Folgen) – Autor: Peter van Straaten – Regie: Klaus Ickert

### Als Autor
- 1984: Edel sei der Mensch – Regie: Jürgen Geers (Kurzhörspiel – HR)
- 1988: Gar nix wär besser – Regie: Valerie Stiegele
- 1988: Volle Übereinstimmung – Regie: Hans Drawe
- 1989: Schöne Aussicht – Regie: Jörg Hube
- 1989: Das Tell-Projekt – Regie: Werner Klein
- 1991: Menschheit, bitte kommen – Regie: Christian Gebert
- 1991: „Die Frauenfrage“ (1) Kalt wie Eis – Regie: Detlev Ihnken
- 1991: Zweimal das gleich – Regie: Detlev Ihnken
- 1992: Akademischer Nachwuchs – Regie: Jörg Hube
- 1993: Last edition – Regie: Uwe Schareck
- 1993: Höhere Ebene – Regie: Stefan Hilsbecher
- 1996: Letzter Einsatz – Regie: Günter Maurer
- 2001: Für die Katz – Regie: Götz Fritsch
- 2001: Carmen - Rockoper, (Musik Günter Lehr, Jörg Gerlach) Uraufführung:Schauspiel Frankfurt 2001

### Als Regisseur
- 1996: Grabrede – Autor: Gerhard Polt
- 1996: Anteilseigner – Autor: Gerhard Polt
- 1997: Kinderdämmerung – Autor: Gerhard Polt
- 2001: Der unbekannte Valentin – Autor: Karl Valentin

### Als Autor und Regisseur
- 1975: Die einzige Möglichkeit, den Menschen warm zu machen, ist ihn in Gang zu setzen
- 1976 Als wenn man ein Dachs wär’ in seinem Bau Autor: Gerhard Polt, Co-Autor und Regie Jürgen Geers
- 1977: Großmutter, warum hast du so großen Augen?
- 1979: Das Leben, ein Witz
- 1981: Silvester
- 1984: Edel sei der Mensch
- 1984: Gar nix wär besser
- 1984: Zwölf Uhr mittags
- 1988: Nichts passiert – Sechs Reporter suchen die Wirklichkeit

## Auszeichnungen
- 1979: Kurt-Magnus-Preis
- 1984: Spezialpreis des Prix Italia für Der Meinungscontainer – Akustische Graffiti (mit Inge Kurtz)
- 1987: Hörspiel des Monats Januar für Liebes Volk… Mehrstimme Rede zur Lage der Nation (mit Inge Kurtz)
- 1988: Hörspiel des Monats Februar für Nichts passiert – Sechs Reporter suchen die Wirklichkeit
- 1999: Hörspiel des Monats November für Unter dem Gras darüber (mit Inge Kurtz)
- 2000: Hörspielpreis der Kriegsblinden für Unter dem Gras darüber (mit Inge Kurtz)